# Scraptiidae
Scraptiidae es una pequeña familia de coleópteros polífagos. Son muy comunes y fácilmente se confunden con miembros de la familia relacionada Mordellidae.
Hay 400especies en 30 géneros. Se los encuentra en flores.

## Géneros
- Subfamilia: Anaspidinae
  - Tribu: Anaspidini
    - Géneros: Akentra - Anaspis - Cryptanaspis - Cyrtanaspis - Striganaspis - Zoianaspis

  - Tribu: Anaspimordini
    - Géneros: Anaspimorda

  - Tribu: Menuthianaspidini
    - Géneros: Menuthianaspis

  - Tribu: Pentariini 
    - Géneros: Anaspella - Diclidia - Ectasiocnemis - Naucles - Pentaria - Pseudopentaria - Rhabdanaspis - Sphingocephalus - Striganaspella
- incertae sedis
  -     - Géneros: Argyrabdera - Rytocnemis
- Subfamilia: Scraptiinae 
  - Tribu: AllopodiniScraptiini
    - Géneros: Allopoda - Evalces - Pseudoscraptia

  - Tribu: Scraptiini
    - Géneros: Biophida - Biophidina - Canifa - Neoscraptia - Nothotelus - Pectotoma - Phytilea - Scraptia - Tolmetes - Trotomma - Trotommidea - Xylophilostenus - †Archescraptia - †Palaeoscraptia - ?Egydiella
- incertae sedis
  -     - Géneros:  †Scraptiomima